# Diplochaetus
Diplochaetus — род жесткокрылых из семейства жужелиц. В роде 4 вида.

## Распространение
Неарктический род жужелиц. Все известные виды описаны из северной части Мексики.

## Экология
Живут на берегах у солёных водоёмов.

## Систематика
В составе рода:
- Diplochaetus desertus Vandyke
- Diplochaetus emaciatus Bates
- Diplochaetus lecontei Horn
- Diplochaetus rutilus Chevrolat